# Liste de racines grecques (lettre J)
Pour un article plus général, voir Racine grecque.
| Racine           | Origine grecque                             | Sens                                                                                 | Exemples de mots comportant la racine   |
| ---------------- | ------------------------------------------- | ------------------------------------------------------------------------------------ | --------------------------------------- |
| jacinth-         | ὑάκινθος (huákinthos)                       | Fleur bleue ou violette, jacinthe, pied d'alouette, Améthyste                        | voir hyacinth-                          |
| jasp-            | ἴασπις (íaspis)                             | Jaspe                                                                                | Jaspe, Jaspé, Jasper, Jaspoïde, Jaspure |
| Jérô-            | ἱερός (hierós)                              | Sacré                                                                                | voir hiéro-                             |
| jo-              | Γῆ (Gẽ) ou Γαῖα (Gaïa)                      | Terre (déesse)                                                                       | voir -géo-                              |
| jü-              | Γῆ (Gẽ) ou Γαῖα (Gaïa)                      | Terre (déesse)                                                                       | voir -géo-                              |
| jujub- ; ziziph- | ζίζυφον (zízuphon)                          | Jujubier, jujube                                                                     | Jujube, Jujubier ; Ziziphus             |
| jus-             | ὗς, -ὑός (hũs, -huós)                       | Porc                                                                                 | voir hyos-                              |
| jyng-, jynx      | ἰύζω (iúzô) → ἴῠγξ, -ἴῠγγος (íÿnx, -íüggos) | Crier de peine ou de joie, siffler → torcol, sort, magie, charme, attrait, séduction | Jyngynés, Jynx1, Jynx2                  |